# Anthony Meric

a Compétitions nationales et continentales officielles uniquement.

b Matchs officiels uniquement.
Dernière mise à jour le 18 juin 2021.
Anthony Meric, né le 15 février 1995 à Montauban, est un joueur français de rugby à XV évoluant au poste de demi de mêlée.

## Biographie
Son père, joueur de l'US Montauban, a été champion de Pro D2 en 2001, en remportant la finale face au RC Toulon.
Natif de Montauban puis formé à l'US Montauban, Anthony Méric intègre le pôle Espoirs de Jolimont à Toulouse, à l'âge de 16 ans. Centre de formation, il change alors de poste pour devenir demi de mêlée.
Il évolue ensuite au Stade toulousain et au pôle France de Marcoussis avant de rejoindre Toulon en 2014. Son passage au sein du RCT lui permet de profiter des entraînements spécifiques de Jonny Wilkinson puis de Fabien Galthié en 2017-2018.
En octobre 2016, il est victime d'une rupture des ligaments croisés, lors d'un match avec les espoirs du RCT face à Bayonne, après un plaquage par derrière sur une pelouse synthétique.
En février 2018, il est prêté au Stade toulousain en tant que joker médical d'Antoine Dupont jusqu'à l'issue de la saison 2018-2019. Il revient à Toulon après cette expérience de quelques mois où il aura disputé 4 matchs avec l'équipe professionnelle de son ancien club.
En février 2021, il retourne dans son club formateur en s'engageant en Pro D2 avec l'US Montauban.

## Palmarès
- Champion de France cadets en 2012[3]
- Champion de France Crabos en 2013[3]